# Petra (banda)
Petra es un grupo de rock cristiano estadounidense fundado en 1972. Fueron conocidos por muchos como los pioneros del rock cristiano y de la Música Cristiana Contemporánea. La palabra "Petra" viene del griego y significa "Roca". El mensaje de Petra fue constante a lo largo de sus tres décadas a pesar de sus cambios de integrantes y de estilos musicales. La banda ha vendido millones de discos alrededor de todo el mundo.
Con un estilo inicialmente comparable al de bandas como The Eagles y Lynyrd Skynyrd, el sonido de Petra se convirtió en uno más enérgico, la conducción de sonido de rock en los años 80. Finales de los 80 y principios de los 90 fue un período de éxito para la banda, cuando se consideró la más conocida, best-seller banda cristiana. Se lanzaron dos certificados por la RIAA de álbumes Oro durante este periodo. Con su música y estilo, Petra influyó en otros artistas cristianos en momentos en que el rock cristiano se consideró "insuficiente" por muchos. Hubo una fuerte oposición desde dentro de algunas iglesias cuando Petra empezó su carrera, y el acto se redujo en un nicho sin representación de radio. La banda continuó experimentando esta oposición a través de los años. 
Durante más de tres décadas, la banda mostró estabilidad (en calidad musical y la producción, por lo menos, aunque son pocos los álbumes consecutivos que figuran en la misma línea) a pesar de los cambios en el género, y 24 álbumes lanzados, vendiendo cerca de 10 millones de copias. Ellos han ganado 4 premios Grammy y 10 premios Dove y han alcanzado la posición # 1 en la radio CCM y las cartas de venta de forma simultánea. También, fue la primera banda en ganar la encuesta a más de 20 CCM Magazine Reader's Awards, que ganó en todas las categorías de elegibilidad. Petra fue exaltado al Salón de la Fama de la Música Góspel y fue la primera banda cristiana en ser elegida al Hard Rock Cafe. La banda estuvo de gira alrededor del mundo ensayando en Europa, Asia África, América y Australia. Con la línea de numerosos cambios, Petra mantuvo su compromiso con la predicación del Evangelio a través de la música. 
El 24 de mayo de 2005, el guitarrista, fundador y compositor Bob Hartman (de Bryan, Ohio) anunció que la banda se retiraba. La banda puso en marcha la gira de despedida, que incluyó muchas canciones del último lanzamiento de estudio, Jekyll y Hyde, y otras canciones de los antiguos discos. Los miembros de la banda grabaron una de sus últimas interpretaciones, en Franklin, Tennessee, para el vertido como último álbum de Petra, Farewell, que fue lanzado en noviembre de 2005. El DVD de la presentación en vivo fue lanzado en marzo de 2006. Petra terminó sus 33 años de carrera con una actuación final en las primeras horas del 1 de enero de 2006, en Murphy, Carolina del Norte. Miembros de la banda se reunieron para un solo concierto en Buenos Aires, Argentina, el 2007-12-01.

## Historia

### 1972-1979: El nacimiento de Petra
En 1972, en el Centro de Formación Cristiana en Fort Wayne, Indiana, los guitarristas y compositores Bob Hartman y Greg Hough se unieron con el bajista John DeGroff (con el que Hartman había desempeñado en el pasado) para formar Petra. El baterista Bill Glover se añadió más tarde.
En los primeros años, Petra se empeñó principalmente en el Medio Oeste en lugares pequeños como cafés o sótanos de la iglesia. Sus conciertos eran evangélicos, con una presentación de audiencia góspel. Esta mezcla de evangelización con el rock puesto a que Petra, entre otros pioneros de la música Jesús, parte del amplio movimiento de Jesús de la década de 1960 y principios de 1970. Autoridades de la Iglesia lucharon con el uso de las iglesias para conciertos, y pocas estaciones de radio cristianas programaron a Petra para canciones de rock orientadas, aunque algunas estaciones de radio del campus tenían libertad para hacerlo.
Billy Ray Hearn oyó a Petra realizar "The Adam's Apple" café y firmaron a Myrrh Records, una subsidiaria de Word Records, en 1973. Él produjo el álbum debut autotitulado de la banda, que fue lanzado en 1974. En Petra, Hartman y Hough, compartieron las tareas del canto. Petra tenía un sonido de rock sureño similar a la de los Allman Brothers y que incluyó la canción "Blues Backslidin", la primera canción de blues en la Música Cristiana Contemporánea. El álbum fue finalmente un fracaso comercial, en parte porque la banda no hizo una gira. Para su siguiente álbum, Come and Join Us (1976), la banda invitó a Greg X. Volz para ayudar en tambor y le permitió cantar la voz principal en varias canciones, anticipando el futuro de la banda. La canción "God Gave Rock 'n' Roll to You" (originalmente escrita por Russ Ballard y registrado por Argent) que se muestra la amplia proyección de Volz, y dio a Petra su mensaje básico de la década. El álbum incluye vocalistas invitados de otros, incluyendo a Steve Camp y Austin Roberts , que también produjo el álbum. Estilísticamente, el álbum presenta un sonido más de rock pesado. 
Poco después, Hough, DeGroff, y Glover, dejaron la banda, y Hartman se quedó solo con Volz. Un período de inestabilidad rodeó el lanzamiento del tercer álbum de la banda en 1979, Washes Whiter Than, donde Volz cantó compartiendo responsabilidades con el recién llegado Rob Frazier. Aunque el álbum se esforzó por "por favor" no tolerar la audiencia, Petra se encontró como una banda no mencionada carente de identidad. A instancias de Star Song, su nueva discográfica, se trasladaron hacia un sonido pop orientado. La banda estaba de gira con nuevos intérpretes, y la radio cristiana estaba tocando su nuevo álbum, pero no estaba disponible para la venta en la mayoría de las zonas para el registro de prensado y los problemas de distribución.

## Miembros
Los miembros originales consistían de:
- Greg Hough – guitarra y voz
- Bob Hartman – guitarra y voz
- John DeGroff – bajo eléctrico
- Bill Glover – batería

Los miembros al momento del retiro (2005) consistían de:
- Bob Hartman - Guitarra
- John Schlitt - Voz principal
- Greg Bailey - Bajo
- Paul Simmons - Batería

### Guitarra
- Bob Hartman - 1972-1995; Asistencia en estudio: 1996-1999; 2001-presente
- Rob Frazier - 1979
- David Lichens - 1995-1997
- Pete Orta - 1997-2000
- Kevin Brandow - 1997-1999
- Quinton Gibson - 2002-2003

### Vocalistas
- Greg Hough - 1972-1979
- Rob Frazier - 1979
- Greg X. Volz - 1978-1985; 2010-2012 (Classic Petra); 2017-presente (CPR)
- John Schlitt - 1986-presente

### Bajo
- John DeGroff - 1972-1979
- Mark Kelly - 1981-1987; ; 2010-2012 (Classic Petra)
- Ronny Cates - 1988-1996; 2017 (CPR)
- Lonnie Chapin - 1997-2001
- Mike Brandenstein - 2001
- Greg Bailey - 2001-presente

### Teclados
- Rob Frazier - 1979-1980
- John Slick - 1981-1983
- John Lawry - 1984-1994; ; 2010-2012 (Classic Petra); 2014-presente
- Jim Cooper - 1994-1997
- Kevin Brandow - 1997-2001
- Trent Thomason - 1999
- Bryce Bell - 2000-2003

### Batería
- Bill Glover - 1972-1979
- Louie Weaver - 1981-2003; ; 2010-2012 (Classic Petra); 2017-presente (CPR)
- Paul Simmons - 2003-2005
- Cristian Borneo - 2013-presente

Nota: Después del fundador, Bob Hartman, los miembros de la banda con la más larga tenencia fueron el baterista Louie Weaver (22 años), seguido por el cantante John Schlitt (19 años).

## Discografía
Véase el artículo principal de información detallada sobre todos los álbumes de Petra y vídeos, incluidos los álbumes recopilatorios. También una lista de canciones de Petra disponible en otros discos de artistas.

### Álbumes
- Petra - 1974
- Come And Join Us - 1977
- Washes Whiter Than - 1979
- Never Say Die - 1981
- More Power To Ya - 1982
- Not of This World - 1983
- Beat the System - 1984
- Captured in Time and Space (Live) - 1986
- Back To The Street - 1986
- This Means War! - 1987
- On Fire! - 1988
- Petra Praise: The Rock Cries Out - 1989
- Beyond Belief - 1990
- Unseen Power - 1991
- Petra en Alabanza (versión en español de Petra Praise: The Rock Cries Out) - 1992
- Wake Up Call - 1993
- No Doubt - 1995
- Petra Praise 2: We Need Jesus - 1997
- God Fixation - 1998
- Double Take - 2000
- Revival - 2001
- Jekyll & Hyde - 2003
- Jekyll & Hyde en Español - 2004
- Farewell (Live) - 2005
- Back To The Rock - 2010
- Back To The Rock (Live) - 2011
- Back To The Rock (Expanded Edition) - 2012
- More Power To Ya (30th Anniversary Edition) - 2012
- This Means War! (25th Anniversary Edition) - 2012